# Agustina Gonzalez López
Agustina González López, "la Zapatera", (Placeta de Cauchiles, Granada, 1891 – Víznar, 1936) va ser una escriptora, pensadora, pintora avantguardista i política espanyola del segle xx.

## Trajectòria
Va estudiar en el Real Col·legi de Santo Domingo a la ciutat andalusa de Granada, interessant-se des de molt jove per l'astronomia i la medicina. En quedar vídua la seva mare, van ser els seus germans grans i els oncles paterns qui es van encarregar de la seva educació. Per a eludir aquesta vigilància estricta, va començar a vestir-se d'home. En ser descoberta, va al·legar "bogeria social" per a evitar ser castigada. No obstant això, en considerar que sofria atacs d'histèria, va haver de sotmetre's a llargs períodes al llit i dietes estrictes.

Influïda per les idees de Bartolomé José Gallardo i el seu Diccionario crítico burlesco i les del bibliògraf Cayetano Alberto de la Barrera y Leirado, va publicar el 1916 l'assaig Idearium Futurismo, on propugna una simplificació de l'ortografia.
«El sistema futurista de eskribir resuelbe las difucultades ortográfikas por lo mismo ke simplifika la ortografía. Este libro ba todo esckrito en futurismo…» (fragment del pròleg de l'assaig Idearium Futurismo que suprimeix les consonants y, c, h, q, v, x y z.)
En aquesta època va conèixer al poeta Federico García Lorca, a qui va inspirar el personatge protagonista de la seva obra de teatre La zapatera prodigiosa així com el personatge d'Amelia en La casa de Bernarda Alba, ja que ella es feia dir amb aquest nom, que utilitzava també per a signar els seus escrits.
El 1928, vinculada a la maçoneria, va publicar Las Leyes Secretas, llibre en què va expressar la seva concepció teosòfica de la vida i de la mort. En ella relatava com fent d'hipnotitzadora va aconseguir dibuixar el color dels esperits i les seves formes. Amb el seu assaig Justificación, va voler explicar el perquè de la seva conducta escandalosa. Ella mateixa es costejava l'edició dels seus llibres i els venia a la sabateria familiar.
Es va presentar a les Eleccions generals espanyoles de 1933 amb el Partido Entero Humanista. L'ideari d'aquest partit consistia en una mescla de contingut esotèric (Entero) i de confiança en l'ésser humà (Humanisme). Va ser avalada per dos membres del Partit Socialista: Alejandro Otero Fernández i Rafael García Duarte Salcedo. En aquestes mateixes eleccions, i també per la circumscripció de Granada, es presentava María Lejárraga. González només va aconseguir 9 vots en la capital i 6 als pobles.
Després del Cop d'estat de 1936 va ser empresonada, traslladada al poble de Viznar i afusellada al costat de dues altres dones, encara que es desconeix la data exacta de la seva mort. José Luís Trescastro, qui s'enorgullia d'haver assassinat a García Lorca, també va afirmar haver assassinat la Zapatera. El 1939, es va obrir un procés en el que se la va acusar de pertànyer a la maçoneria i de simpatitzar amb els partits d'esquerres. Va ser condemnada a pagar una indemnització de 8.000 pessetes que van haver de cobrir els seus familiars.
Francisco Ayala la recorda als seus Relatos granadinos com "una figura extravagant, probablement una guillada. Vagarejava molt, entrava 'i sola!' en els cafès i restaurants i escrivia coses absurdes que feia imprimir i posava després a la venda en l'aparador de la seva sabateria".

## Dramaturga
Va escriure dues obres de teatre: Cuando la vida calla, comèdia en tres actes, que va ser estrenada i amb una mala acollida per la crítica i el drama Los prisioneros del espacio, del qual no es té constància que fos estrenat. En aquesta obra va escenificar els supòsits teosòfics. Consta de tres actes, número d'especial simbolisme i set quadres. Els personatges, actuant en el present, en el passat i en el futur, delimiten les fronteres entre el món de la matèria i el de l'esperit. El seu ideari feminista també li va fer dotar de naturalesa femenina a la tercera persona de la Santíssima Trinitat, l'esperit, tal com havia fet Helena Blavatsky, una de les fundadores de la Theosophical Society.

## Obra
- 1916 – Idearium Futurismo. Assaig
- 1927 – Justificación. assaig
- 1928 – Las Leyes Secretas. Assaig